# Frederic Soler

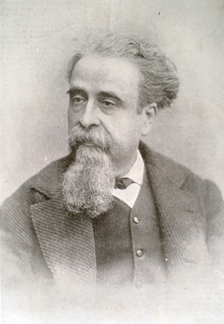
Frederic Soler

Frederic Soler i Hubert (* 9. Oktober 1839 in Barcelona; † 4. Juli 1895) war ein katalanischer Dichter und Dramatiker, der unter dem Pseudonym Serafí Pitarra schrieb. Frederic Soler i Hubert war auch als Uhrmacher tätig.

## Leben

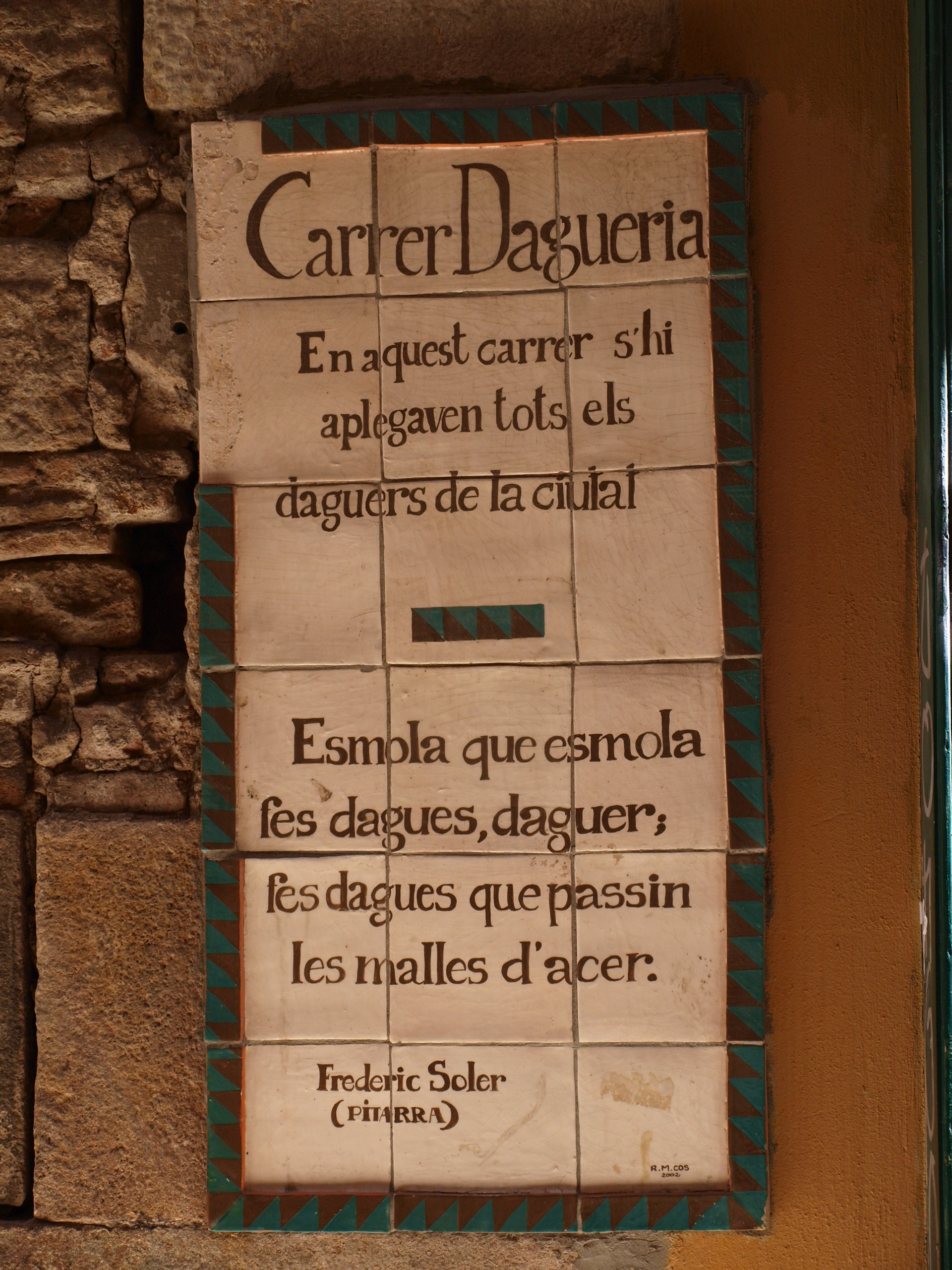
Kataloniens lebendiger Dichter – Zitat von Frederic Soler (Serafi Pitarra) in der Straße: La Dagueria in Barcelona.

Der Sohn eines Zimmermanns wurde im Alter von drei Jahren Halbwaise und im Alter von neun Jahren Vollwaise. Er wurde sodann von seinem Onkel, Carles Hubert, aufgezogen, der als selbständiger Uhrmacher im Gotischen Viertel von Barcelona lebte.
Frederic Soler übernahm nach dem Tod seines Onkels die Uhrmacherei. Seine große Liebe galt aber dem Theater, und mit fünfzehn gab er bereits sein Debüt in einem Amateurtheater.
Seine Gatada (Parodie) L’esquella de la torratxa (1864) und einige andere seiner Werke sind bis heute bekannt.

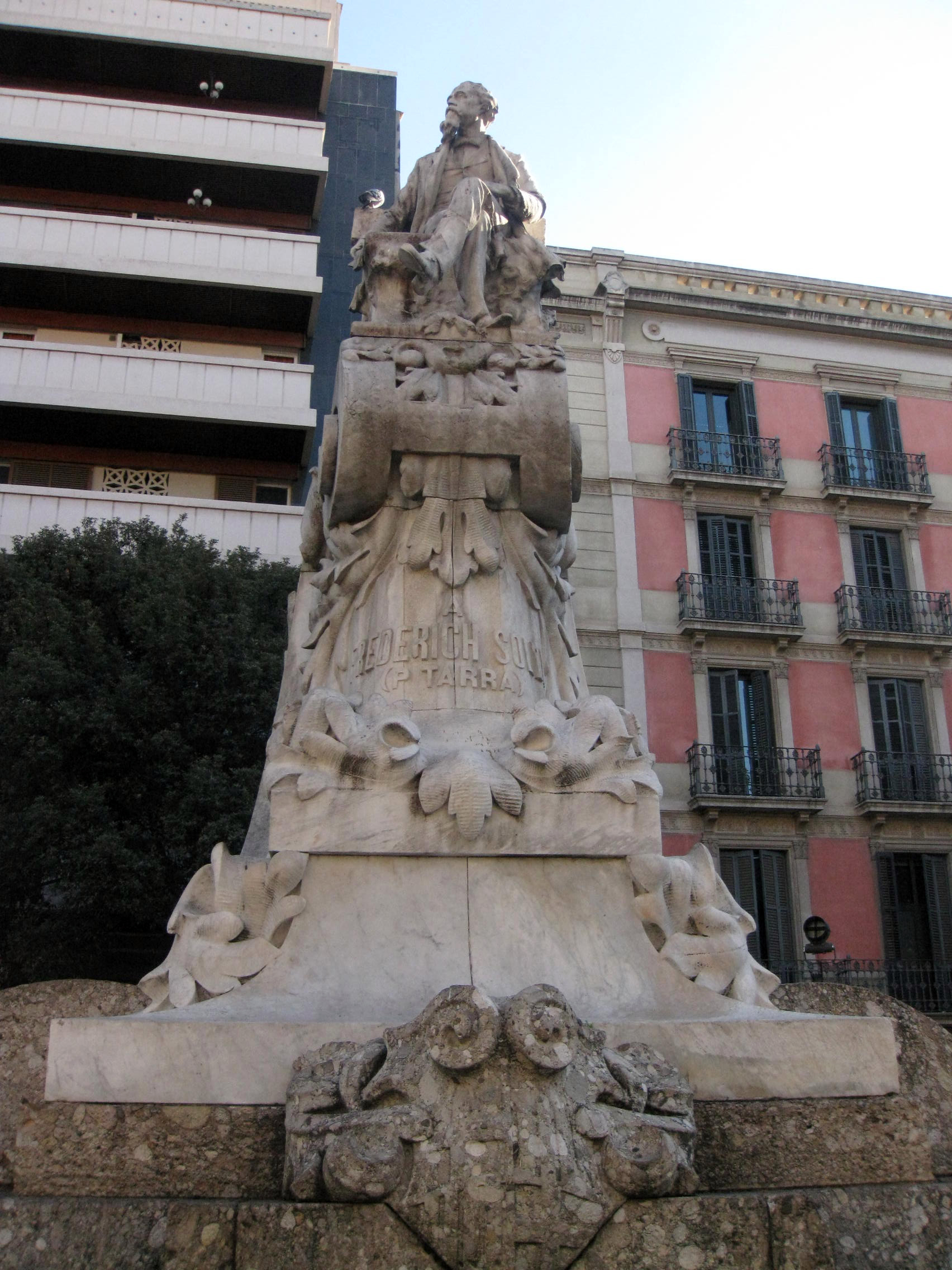
Denkmal für Frederic Soler, Barcelona, Plaça del Teatre (Theaterplatz)

Neben seiner Tätigkeit als Dramatiker wurde Frederic Soler auch als Dichter bekannt und gewann 1875 die Jocs Florals (Blumenspiele). Er veröffentlichte mehrere Gedichtbände wie z. B. Nits de lluna (1886). Mit seinem 1889 in Barcelona erschienenen Werk  Judas de Keriot : poema dramátich geriet er in Konflikt mit der offiziellen römisch-katholischen Kirche. Das Werk wurde per Dekret der Glaubenskongregation 1890 auf den Index gesetzt.
Frederic Soler starb am 4. Juli 1895 an einem Herzinfarkt und wurde in Barcelona beerdigt.

## Werke und Ausgaben
(Auswahl)
- Poesias catalanas. Espasa Germans y Salvat, Barcelona 1875.
- Nits de lluna. 2. Auflage. López, Barcelona 1886.
- Dotzena de frare. López, Barcelona 1896.
- Xavier Fàbregas i Surroca (Hrsg.): Gatades. Editorial Laia, Barcelona 1980, ISBN 84-7222-813-4.

## Ehrungen
Das bekannteste Denkmal für Frederic Soler wurde an der Rambla in Barcelona errichtet. Es wurde entworfen von Pere Falqués i Urpí und ausgeführt vom Bildhauer Agustí Querol (1906).
Mehrere Straßen in Katalonien (Spanien) wurden zu Ehren von Frederic Soler (bzw. Serafí Pitarra) benannt, darunter Straßen in Cerdanyola del Vallès, Porqueres, El Vendrell und Salou.